# Felton, Northumberland
Felton är en civil parish i Storbritannien.   Den ligger i grevskapet och kommunen Northumberland i riksdelen England, i den centrala delen av landet, 400 km norr om huvudstaden London. Här finns många sevärdheter, brittiska tehus av klassisk typ samt fisk och skaldjursrestauranger.